# Cyathopodium elegans
Espèce
Cyathopodium elegans est une espèce de coraux alcyonaires de la famille des Clavulariidae. Elle est trouvée dans la partie occidentale de l'Océan Atlantique.